# Baripada
Baripada  es una ciudad y municipio situada en el distrito de Mayurbhanj en el estado de Odisha (India). Su población es de 116849 habitantes (2011). Se encuentra a orillas del río Budhabalanga, a 231 km de Bhubaneswar y a 204 km de Calcuta. Es el centro administrativo del distrito.

## Demografía
Según el censo de 2011 la población de Baripada era de 84830 habitantes, de los cuales 60489 eran hombres y 56360 eran mujeres. Baripada tiene una tasa media de alfabetización del 88,52%, superior a la media estatal del 72,87: la alfabetización masculina es del 92,49%, y la alfabetización femenina del 84,30%. 

## Clima
| Parámetros climáticos promedio de Baripada, Odisha (1981–2010, extremes 1955–2012) | Parámetros climáticos promedio de Baripada, Odisha (1981–2010, extremes 1955–2012) | Parámetros climáticos promedio de Baripada, Odisha (1981–2010, extremes 1955–2012) | Parámetros climáticos promedio de Baripada, Odisha (1981–2010, extremes 1955–2012) | Parámetros climáticos promedio de Baripada, Odisha (1981–2010, extremes 1955–2012) | Parámetros climáticos promedio de Baripada, Odisha (1981–2010, extremes 1955–2012) | Parámetros climáticos promedio de Baripada, Odisha (1981–2010, extremes 1955–2012) | Parámetros climáticos promedio de Baripada, Odisha (1981–2010, extremes 1955–2012) | Parámetros climáticos promedio de Baripada, Odisha (1981–2010, extremes 1955–2012) | Parámetros climáticos promedio de Baripada, Odisha (1981–2010, extremes 1955–2012) | Parámetros climáticos promedio de Baripada, Odisha (1981–2010, extremes 1955–2012) | Parámetros climáticos promedio de Baripada, Odisha (1981–2010, extremes 1955–2012) | Parámetros climáticos promedio de Baripada, Odisha (1981–2010, extremes 1955–2012) | Parámetros climáticos promedio de Baripada, Odisha (1981–2010, extremes 1955–2012) |
| Mes                                                                                | Ene.                                                                               | Feb.                                                                               | Mar.                                                                               | Abr.                                                                               | May.                                                                               | Jun.                                                                               | Jul.                                                                               | Ago.                                                                               | Sep.                                                                               | Oct.                                                                               | Nov.                                                                               | Dic.                                                                               | Anual                                                                              |
| ---------------------------------------------------------------------------------- | ---------------------------------------------------------------------------------- | ---------------------------------------------------------------------------------- | ---------------------------------------------------------------------------------- | ---------------------------------------------------------------------------------- | ---------------------------------------------------------------------------------- | ---------------------------------------------------------------------------------- | ---------------------------------------------------------------------------------- | ---------------------------------------------------------------------------------- | ---------------------------------------------------------------------------------- | ---------------------------------------------------------------------------------- | ---------------------------------------------------------------------------------- | ---------------------------------------------------------------------------------- | ---------------------------------------------------------------------------------- |
| Temp. máx. abs. (°C)                                                               | 34.7                                                                               | 39.9                                                                               | 42.4                                                                               | 46.0                                                                               | 48.3                                                                               | 47.8                                                                               | 40.6                                                                               | 36.6                                                                               | 39.6                                                                               | 37.4                                                                               | 36.1                                                                               | 32.7                                                                               | 48.3                                                                               |
| Temp. máx. media (°C)                                                              | 26.5                                                                               | 30.1                                                                               | 34.9                                                                               | 37.8                                                                               | 37.4                                                                               | 34.9                                                                               | 32.5                                                                               | 32.0                                                                               | 32.4                                                                               | 31.7                                                                               | 29.4                                                                               | 26.8                                                                               | 32.2                                                                               |
| Temp. mín. media (°C)                                                              | 12.7                                                                               | 16.2                                                                               | 20.5                                                                               | 24.1                                                                               | 25.4                                                                               | 25.9                                                                               | 25.5                                                                               | 25.4                                                                               | 24.8                                                                               | 22.1                                                                               | 17.3                                                                               | 12.6                                                                               | 21.1                                                                               |
| Temp. mín. abs. (°C)                                                               | 5.0                                                                                | 6.8                                                                                | 11.6                                                                               | 15.2                                                                               | 17.5                                                                               | 18.9                                                                               | 20.0                                                                               | 20.4                                                                               | 18.5                                                                               | 14.6                                                                               | 10.1                                                                               | 5.0                                                                                | 5.0                                                                                |
| Lluvias (mm)                                                                       | 14.2                                                                               | 23.2                                                                               | 39.2                                                                               | 63.9                                                                               | 126.7                                                                              | 274.9                                                                              | 322.7                                                                              | 355.7                                                                              | 282.8                                                                              | 145.1                                                                              | 21.3                                                                               | 7.3                                                                                | 1677.1                                                                             |
| Días de lluvias (≥ 1 mm)                                                           | 1.2                                                                                | 1.8                                                                                | 2.8                                                                                | 4.6                                                                                | 6.8                                                                                | 11.7                                                                               | 16.0                                                                               | 16.6                                                                               | 12.8                                                                               | 5.9                                                                                | 1.4                                                                                | 0.7                                                                                | 82.2                                                                               |
| Humedad relativa (%)                                                               | 62                                                                                 | 58                                                                                 | 55                                                                                 | 59                                                                                 | 66                                                                                 | 77                                                                                 | 85                                                                                 | 87                                                                                 | 85                                                                                 | 77                                                                                 | 67                                                                                 | 62                                                                                 | 70                                                                                 |
| Fuente: India Meteorological Department                                            |                                                                                    |                                                                                    |                                                                                    |                                                                                    |                                                                                    |                                                                                    |                                                                                    |                                                                                    |                                                                                    |                                                                                    |                                                                                    |                                                                                    |                                                                                    |